# NGC 6495
NGC 6495 је елиптична галаксија у сазвежђу Херкул која се налази на NGC листи објеката дубоког неба.
Деклинација објекта је + 18° 19' 39" а ректасцензија 17h 54m 50,7s. Привидна величина (магнитуда) објекта NGC 6495 износи 12,6 а фотографска магнитуда 13,6. Налази се на удаљености од 42,9000 милиона парсека од Сунца. NGC 6495 је још познат и под ознакама UGC 11034, MCG 3-45-39, CGCG 112-70, CGCG 113-4, NPM1G +18.0527, PGC 61091.